# 빈곤

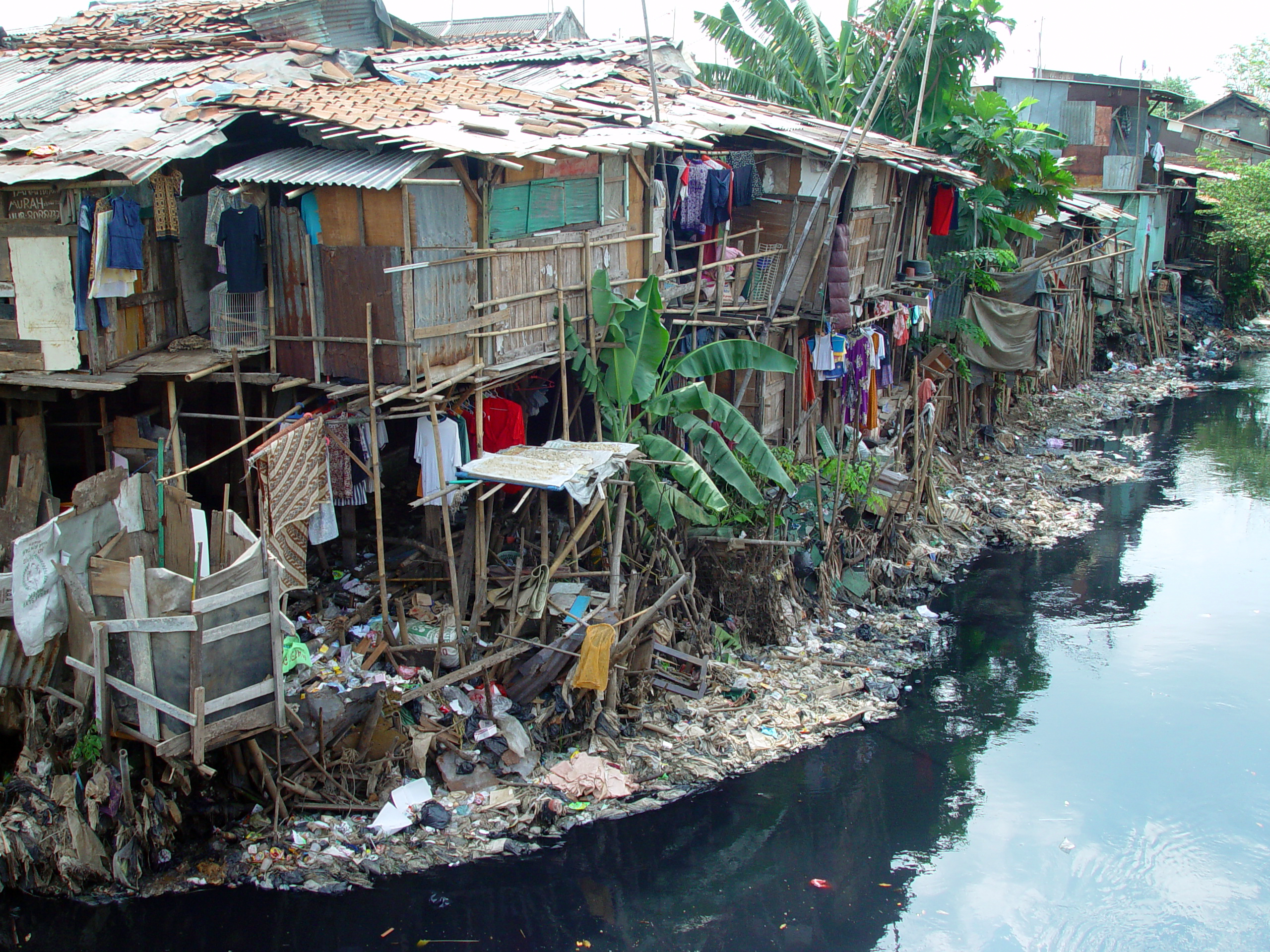
인도네시아 자카르타의 슬럼가의 모습.

빈곤(貧困, 영어: Poverty)은 일반적인 부족, 결핍을 말하거나 일정양의 물질적 소유물이나 돈을 잃게 되는 현상을 말한다. 이것은 사회, 경제, 정치적인 요소를 포함한 다면적인 개념이다. 빈곤은 만성적이거나 일시적인 개념으로 생각될 수 있고 거의 대부분 불평등과 관련이 되어 있다. 또한, 소비패턴, 기술적 혁신 등에 따라 그 개념이 바뀌고 있다. 절대적 빈곤은 일반적으로 음식, 물, 위생시설, 옷, 주거시설과 건강관리를 포함하고 있는 기초적인 생활품의 부족을 의미한다. 반면 상대적 빈곤은 한 사회에 같이 사는 사람들과 비교했을 때 자신이 부족함을 느끼고 빈곤한 상태에 있지만 그 상태가 일반적인 생활이나 건강을 즉각적으로 위협하는 상태는 아니다.
산업혁명 이후 대량 생산은 사람들이 물품을 싸고 쉽게 이용할 수 있도록 해주었다. 그 중 가장 획기적인 변화는 농업의 현대화이다. 이 변화는 인구를 충분히 먹여살릴 수 있을 만한 발판을 제공하였다. 그럼에도 불구하고 사람들은 정부의 부패나 세금회피, 수많은 빚과 의료와 교육 분야의 인재 유출로 인해 그들의 기본적인 필요를 일부 제한당했다. 그들의 기본적인 필요를 충족시킬 수 있는 방법은 복지, 경제적 자유, 금융서비스를 제공하는 것 등이 있다.
빈곤 퇴치는 유엔과 세계은행과 같은 국제기구가 달성하고자 하는 주요한 목표이자 쟁점사안이다. 세계은행은 2008년, 절대적 빈곤에 처해 있는 사람들이 12억 9000 만명이 된다고 추정했다. 이들 중에 약 4억만명이 인도에 살고 있고 1억 7천 300만여명이 중국에 살고 있다. 지역별 인구비율을 보았을 때 사하라 사막 이남의 아프리카는 47%로 가장 높은 절대적 빈곤 비율을 보였다. 1940년과 2010 사이에 약 6억 6천 400만명의 사람들이 절대적 빈곤 비율을 넘어섰다. 그럼에도 불구하고 극심한 빈곤은 세계적인 도전이다. 이 빈곤은 선진국을 포함하여 세계 여러 나라 곳곳에서 많이 볼 수 있다. 유니세프는 세계 어린이의 절반이 빈곤에 처해 있다고 추정했다. 몇몇 학계는 의해 국제통화기금이나 국제부흥개발은행과 같은 세계금융기관에서 추진되고 있는 신자유 정책이 빈곤과 사회적 불평등을 악화시키고 있다고 주장하고 있다.

## 정의
빈곤의 학문적 정의는 소득이 최저생계비보다 낮은 것으로 이해한다. 최저생계비란 건강하고 문화적인 생활을 유지하는데 있어야 하는 최소한의 비용을 뜻하는데, 생계를 위해 있어야 하는 것들의 가격을 고려하여 측정한다. 하지만 최저생계비를 기준으로 빈곤을 결정하는 것은, 최하위 빈곤층도 냉장고등의 가전도구를 가지고 있는 시대적 변화를 따라가지 못하는 단점이 있다. 또한 최저생계비로는 먹고 살 수 없다. 2004년 참여연대와 아름다운 재단에서 자원봉사자들이 성북동의 달동네에서 최저생계비로 살았더니 참여한 다섯가구 모두 적자로 끝났기 때문에 최저생계비를 번다고 해서 가난하지 않은 것이 아니다. 그래서 학자들은 빈곤갭등의 다양한 기준을 개발한다. 빈곤갭은 한 사회의 빈곤층이 얼마나 가난한지를 보여주는 기준으로 빈곤가구의 소득을 빈곤선까지 끌어올리는 데 소요되는 소득의 크기를 나타내는데 최저생계비를 기준으로 한다. 인도경제학자 아마티야 센은 빈곤율, 빈곤갭 비율, 빈곤가구 소득의 지니계수를 종합하여 가난의 규모와 정도를 측정한다.
국제 연합에서는 빈곤을 근본적으로 선택과 기회를 갖지 못하는 것으로 인간의 존엄성을 침해하는 것이라고 정의한다. 즉, 사회에 효과적으로 참여할 수 있는 기본적인 능력이 부족하다는 것이다. 빈곤은 가족을 먹여 살릴 만큼 충분히 있지 않고, 학교나 진료소가 없거나, 식량을 재배할 땅이나 직업을 가지고 있지 않으며, 신용을 얻을 수 없다는 것을 의미한다. 이는 개인, 가정 및 지역사회의 불안, 무력, 배제를 뜻한다. 빈곤은 폭력에 취약하며, 종종 깨끗한 물이나 위생 시설을 이용하지 않고 한계적이거나 취약한 환경에서 사는 것을 암시한다.
세계 은행에서는 빈곤은 복지의 결핍으로 선언되며, 많은 차원으로 구성되어 있다고 말한다. 여기에는 저소득과 존엄성을 가지고 생존하는 데 필요한 기본 상품과 서비스를 획득할 수 없는 것이 포함된다. 빈곤은 또한 낮은 수준의 건강 및 교육, 깨끗한 물과 위생 시설에 대한 열악한 접근, 부적절한 신체적 안전, 목소리 부족, 그리고 삶을 개선할 수 있는 역량과 기회 부족을 포함한다.

## 빈곤도

### 절대적 빈곤
절대적 빈곤은 시간과 나라들 사이에서 보았을 때 그 절대적 기준이 일관된 것을 말한다. 이 개념이 처음 소개된 1990년에 세계에서 가장 빈곤한 나라의 기준으로 하루에 받는 임금으로 측정되었다. "하루 당 1 달러"라는 이 빈곤선은 그러한 생활수준을 충족시키기 위한 조치로 1990년에 처음 도입되었다. 미국 달러를 통화로 사용하지 않는 나라들에게, '하루 당 1달러'는 환율에 따라 결정되는 동등한 금액으로 하루를 산다는 것을 의미하지는 않는다. 오히려, 그것은 미국에서 1달러가 살 수 있는 것과 같은 것을 사는 데 얼마나 많은 현지 통화가 필요한지를 살펴보는 구매력 평가율에 의해 결정된다. 일반적으로, 이것은 미국이 상대적으로 더 비싼 나라이기 때문에 환율이 사용되었을 때보다 더 적은 현지 통화를 보유하는 것으로 해석될 것이다. 1993년부터 2005년까지, 세계은행은 절대적 빈곤을 구매력 평가 기준으로 하루 1.08달러로 규정했고, 1993년 미국 달러로 인플레이션을 조정한 후, 2008년에 하루 1.25달러로 갱신되었고, 2015년에는 하루 미화 1.90달러로 갱신되었다. 마찬가지로, '초빈곤'은 국제식량정책연구소가 2007년에 발표한 보고서에 의해 하루 54센트 이하로 생활하는 것으로 정의된다.
세계은행이 정한 빈곤선 한계치인 하루 1.90달러는 논란의 여지가 있다. 각 국가는 자체적인 절대 빈곤선 문턱을 가지고 있다. 예를 들어, 2010년 미국의 절대 빈곤선은 매일 15.15달러(4인 가족당 연간 22,000달러)였고, 인도의 절대 빈곤선은 매일 1.0달러였으며, 중국의 절대 빈곤선은 2010년 PPP 기준으로 0.55달러였다. 이러한 서로 다른 빈곤선들은 각 나라의 공식 보고서들 간의 데이터 비교를 질적으로 어렵게 만든다. 어떤 학자들은 세계은행 방식이 기준을 너무 높게 설정하고, 다른 학자들은 너무 낮게 설정한다고 주장한다. 전문가들 사이에선 "잘못 측정되고 자의적인 단절"을 고려할 때 현실적 빈곤율로 간주될 수 있는 것에 대해 이견이 있다. 일부 사람들은 하루에 최소 7.40달러 혹은 심지어 1015달러와 같은 더 높은 빈곤선이 필요하다고 주장한다. 그들은 이러한 수준들이 기본적인 필요와 정상적인 수명의 비용을 더 잘 반영할 것이라고 주장한다.
한 추정치에 따르면 빈곤의 실제 규모는 세계은행보다 훨씬 높은 것으로 추정되며, 대략 43억 명의 사람들이 하루에 5달러 미만으로 생활하고 있고 기본적인 요구를 충분히 충족시킬 수 없다고 나타났다. 유엔의 빈곤 및 인권 특별보고관인 필립 올스턴은 세계은행의 국제 빈곤선인 "하루에 1.90달러"는 근본적으로 결함이 있다고 말했다. 34억명의 사람들은 하루에 5.50달러 미만으로 생활하고 있으며, 이 숫자는 1990년 이후 거의 변하지 않고 있다. 또 다른 이들은 빈곤선 아래에 있는 모든 사람들을 똑같이 기준으로 측정하는데, 실제로는 하루 1.20달러로 사는 사람이 하루에 0.20달러로 사는 사람과 다른 빈곤 선상에 있는 것을 보며, 빈곤선 자체가 사람들을 잘못 이끌고 있다고 말한다.

### 상대적 빈곤
상대적 빈곤은 가난을 사회적으로 정의되고 사회적 맥락에 의존하는 것으로 본다. 근본적인 것으로 여겨지는 요구는 객관적인 조치가 아니며 사회의 관습에 따라 바뀔 수 있다는 주장이 있다. 예를 들어, 탁 트인 들판의 작은 텐트보다 집을 더 잘 살 여유가 없는 사람은 그 지역의 거의 모든 사람들이 현대식 벽돌 집에 산다면 비교적 가난하게 살 것이라고 할 수 있지만, 만약 다른 모든 사람들도 탁 트인 들판의 작은 텐트에서 산다면 그럴 수 없다. 부유한 국가들은 절대 빈곤 수준이 낮기 때문에, 상대적 빈곤은 "부유한 선진국의 빈곤율을 확인하는 가장 유용한 척도"로 간주되며 "EU 사회 포함 지표 중 가장 두드러지고 가장 많이 인용되는 지표"이다.
보통 상대적 빈곤은 중위소득의 일부 고정 비율보다 소득이 적은 모집단의 백분율로 측정된다. 가구소득이 빈곤선 아래로 떨어지는 가구원의 비율을 계산한 것이다. OECD와 유럽연합에서 사용되는 주요 빈곤선은 중간가구소득의 60%로 설정된 소득 수준인 "경제적 거리"에 기초한다. 미국 연방 정부는 일반적으로 적절한 식사 비용의 3배까지 이 노선을 규제한다.
지니계수나 타일지수와 같은 몇 가지 다른 소득불평등 지표가 있다.

### 다른 측면
빈곤은 한 번에 개개인의 기본적인 욕구를 통해 측정된다. 제2차 세계대전 이후 개발도상국의 기대수명은 크게 증가했고 선진국과의 격차를 좁히기 시작했다. 전 세계의 모든 개발도상국에서 아동사망률이 감소했으며, 1인당 일일 식품 에너지 공급이 2,200kcal 미만인 국가에 거주하는 세계 인구의 비율은 1960년대 중반 56%에서 1990년대 10% 미만으로 감소했다. 읽고 쓰는 능력, 깨끗한 물과 전기 이용, 기본 소비자 항목에 대해서도 유사한 추세를 관찰할 수 있다.
빈곤은 또한 불평등한 사회적 지위와 불평등한 사회적 관계의 한 측면으로 이해될 수 있으며, 사회적 배제, 의존성, 참여 능력 감소 또는 사회의 다른 사람들과 의미 있는 관계를 발전시키는 것으로 경험될 수 있다. 이러한 사회적 배제는 빈곤을 겪고 있는 사람들에 대한 상대적 돌봄 제공과 같이 주류와의 강화된 연결을 통해 최소화될 수 있다. 세계은행의 "빈민의 목소리"는 23개국 2만 명이 넘는 가난한 사람들을 대상으로 한 연구에 근거해, 가난한 사람들이 빈곤의 일부로 인식하는 다양한 요소들을 찾아냈다. 여기에는 권력자에 의한 학대, 권력의 상실, 배제된 장소, 성별 관계, 안보, 제한된 능력, 신체적 한계, 불안정한 생계, 사회적 관계 문제, 취약한 지역사회 조직 및 차별이 포함된다. 빈곤의 사회적 측면의 분석은 결핍의 조건을 사회의 자원과 권력의 분배의 측면과 연결시키고 빈곤은 그들이 가치 있는 종류의 삶을 살 수 있는 사람들의 감소된 "능력"의 함수일 수 있다는 것을 인식한다. 빈곤의 사회적 측면은 정보, 교육, 의료, 사회적 자본 또는 정치 권력에 대한 접근의 부족을 포함할 수 있다.

#### 2차 빈곤
2차 빈곤은 가난하지 않을 만큼의 소득을 얻지만, 알코올 음료와 같은 불필요한 쾌락에 그들의 소득을 소비하여, 그들을 실제보다 낮춘 사람들을 가리킨다. 18세기와 19세기 영국에서는 감리교 신자들 사이의 금주 관행과 도박을 거부함으로써 2차 빈곤을 없애고 자본을 축적할 수 있었다.

### 빈곤선
빈곤선이란 빈곤의 절대적 기준이며, 육체적 능률을 유지하는 데 필요한 최소한의 생활수준을 의미한다. 빈곤선에 도달하는가에 따라 절대적 빈곤 상태인지 아닌지 결정된다. 소득이 빈곤선에 미달하는 경우 절대적 빈곤 상태라 판단한다.

### 가변성
빈곤 수준은 수준 간의 과도기적 역학을 생략한다. 이동 통계는 빈곤 수준을 벗어나는 분수에 대한 추가 정보를 제공한다. 예를 들어, 한 연구는 16년 기간(1975 - 1991년) 동안 소득 하위 5분의 1에 해당하는 사람들 중 15%만 여전히 그 수준에 머물러 있었고, 95%는 고소득 범주로 전환되었다고 밝혔다. 빈곤 수준은 그대로인 반면, 빈곤에서 벗어난 사람들은 다른 사람들로 대체될 수 있다는 의미이다. 일시적인 빈곤층과 만성 빈곤층은 사회마다 다르다. 미국은 2005년에 끝나는 9년 동안 극빈 5분위의 50%가 상위 5분위로 전환했다.

### 세계적인 빈곤 유행
첸과 라발리온에 따르면 1981년 개발도상국의 약 17억 6천만 명이 하루에 1.25달러 이상을, 19억 명이 하루에 1.25달러 미만으로 소비하며 살았다. 2005년에는 개발도상국의 약 40억 9천만 명이 하루에 1.25달러 이상을, 14억 명이 하루에 1.25달러 미만을 소비하며 살았다. 1981년과 2005년 데이터는 모두 인플레이션 조정 기준이다. 절대적 빈곤 상태에서 살고 있는 세계 인구의 비율은 1981년 43%에서 2011년 14%로 떨어졌다. 빈곤층의 절대적 인구는 1981년 19억5000만 명에서 2011년 10억1000만 명으로 줄었다. 경제학자인 맥스 로저는 가난에 빠진 사람들의 수가 200년 전과 거의 같다고 추정한다. 세계 인구가 1820년에 10억을 조금 넘었고 세계 인구의 대다수는 가난하게 살고 있었기 때문에 그렇다. 극심한 경제적 빈곤 속에서 살고 있는 개발도상국 인구의 비율은 1990년 28퍼센트에서 2001년 21퍼센트로 떨어졌다. 이러한 개선의 대부분은 동아시아와 남아시아에서 이루어졌다.
2012년, 1.25달러의 빈곤선을 사용하여 12억 사람들이 가난 속에서 살것으로 추산되었다. 100년 최대 1.25달러의 빈곤 선에 세계에서 가장 가난한 것을 가져올 수 있는 현재의 경제 모델, GDP에 지어진 것이다. 유니세프는 전 세계의 절반의 아이들이 빈곤에서 살(또는 1.1억)으로 추산하고 있다. 세계 은행 2015년에 702.1 만명의 사람들이 극도의 빈곤 감소한 1.75억 1990년에서 살고 있다고 전망했다. 선진국을 포함한 세계 모든 지역에서 극심한 빈곤이 관찰되고 있다. 2015년 인구 중 약 3억4710만 명(35.2%)이 사하라 이남 아프리카에 거주했고 2억3천130만 명(13.5%)이 남아시아에 거주했다. 세계은행에 따르면, 1990년에서 2015년 사이에 세계 인구의 극빈 생활 비율은 37.1%에서 9.6%로 처음으로 10% 아래로 떨어졌다. 2013년부터 2015년까지 세계은행은 극심한 빈곤이 11%에서 10%로 감소했다고 발표했지만, 또한 아프리카 사하라 사막 이남 지역 일부가 2000년 초반 수준으로 복귀하면서 25년 평균보다 절반 가까이 감소세가 둔화되었다고 지적했다. 세계은행은 이것이 아랍의 봄 이후 증가하는 폭력, 사하라 사막 이남 아프리카의 인구 증가, 그리고 일반적인 아프리카 인플레이션 압력과 경제적 불안이 이러한 둔화의 주요 원동력이라고 말했다. 많은 부유한 국가들은 대공황 이후 상대적인 빈곤율이 증가해 왔으며, 특히 종종 기준 이하의 주택에 살고 있고 교육의 기회가 닿지 않는 빈곤 가정의 자녀들 사이에서 더욱 그러하다. 일부 학계에서는 IMF와 세계은행과 같은 세계 금융 기관들이 추진하는 신자유주의 정책이 실제로 불평등과 빈곤을 모두 악화시키고 있다고 주장해왔다.

## 원인
사회학자 장 지글러(Jean Jiegler)는 빈곤의 원인을 전쟁, 낙후된 기술 등 국가적 요인과 외채와 다국적 자본의 노동력 착취 등 경제적 요인으로 보았다.
경제학자 아마르티아 센은 빈곤의 원인은 생산의 부족이 아닌 잘못된 분배에 원인이 있다고 보고 정부가 개입해서 자원을 분배해야 한다고 보았다. 그렇지 않으면 경제가 성장해도 빈곤 문제는 해결되지 않을 것이며 실업과 불평등 같은 결과를 야기할 것이라고 주장했다.
반면 소득이 낮은 가구의 시간선호가 소득이 높은 가구보다 높다는 이유에서 빈곤을 빈곤층의 높은 시간선호율의 문제로 보기도 한다. 사실 절대 빈곤은 선진국에서는 거의 끝이 난 문제이나 비상류층 특유의 범죄율도 원인이 될 수도 있다. 범죄자는 아무래도 비범죄자에 비해서 사회적 성공이 불리하다. 그래서인지 오히려 빈곤에 민감한 사회는 밀양 지역 고교생의 여중생 집단 성폭행 사건 등 압도적 다수의 하류층 용의자들에 대한 충분한 증거를 확보한 범죄에 대해서 일부만 처벌하고 넘어가는 관용적인 특징이 있다.
역사적으로 빈곤층의 특성이 반복되는 것도 원인이 될 수도 있다. 대표적으로 상류층 태생은 가족이든 충신이든 가진 상태로 시작하는 사람들도 많았지만 빈곤층은 가족부터 본인 혹은 부모나 조상 문제로 해체되어 신뢰할 수 있는 사람들이 없는 경우도 많았다.  가난한 사람들은 물질적 부족만이 아니라 좋지 않은 가족과 주변인, 유전자의 불리함, 범죄로 인한 권리 박탈, 게으르거나 나쁜 습관, 후진적 문화나 정신적 자본의 부족 같은 부정적 요소를 가질 수 있다. 따라서 그들은 그 결과 우수한 집단으로부터 차별이나 분리, 건강 및 보건의 열악함, 가정이나 아동보육의 실패 등을 당할 수도 있다. 사실 비참한 삶이나 학대 등이 없다면 물질적 가난은 생각보다 한 사람의 두뇌에 큰 영향을 주지 못할 가능성도 있다. 저소득층은 만성질환을 가진 경우도 많다고 한다.

## 특성
빈곤의 영향 또한 위에 열거된 것과 같은 원인일 수 있다. 따라서 개인, 지역, 국가 및 전 세계의 여러 레벨에 걸쳐 작동하는 "진행 주기"를 생성할 수 있다.

### 건강
전 세계 사망자 중 3분의 1(연간 1800만 명, 하루 5만 명)은 빈곤에 따른 것이다. 여성과 어린이 등 개발도상국에 살고 있는 사람들은 세계 빈곤층들과 이러한 심각한 빈곤의 영향들 사이에서 과대 대표되고 있다. 가난하게 사는 사람들은 기대수명이 낮을 뿐만 아니라 배고픔이나 심지어 기아와 질병으로 불균형적으로 고통 받는다. 세계보건기구에 따르면 기아와 영양실조는 세계 공중 보건에 가장 큰 위협이며 영양실조는 모든 사례의 절반으로 현재 아동 사망률의 가장 큰 원인이라고 한다.
출산 중 산모 사망의 경우, 선진국에서는 1% 미만인 데 비해 거의 90%는 아시아와 사하라 이남 아프리카에서 발생한다. 또한 가난할수록 일생 동안 장애를 갖거나 장애를 일으킬 가능성이 훨씬 더 높은 것으로 나타났다. 말라리아와 결핵과 같은 전염병은 건강과 경제적 자원을 투자와 생산에서 빼냄으로써 빈곤을 영구화할 수 있다. 말라리아는 일부 개발도상국의 GDP 성장을 최대 1.3% 감소시키고 에이즈는 아프리카 성장을 연간 0.3~1.5% 감소시킨다.
가난은 인지 기능을 저해하는 것으로 나타났다. 이런 일이 일어날 수도 있는 방식으로 재정적인 걱정은 복잡한 문제를 해결하는 데 더 이상 사용할 수 없도록 한 사람의 정신적 자원에 심각한 부담을 준다는 것이다. 문제 해결 능력의 감소는 차선의 결정으로 이어질 수 있고 빈곤을 영구화할 수 있다. 빈곤에서 손상된 인지 능력에 이르는 많은 다른 경로가 언급되었다. 영양 불량과 환경 독성에서부터 양육 행동에 대한 스트레스의 영향까지, 모든 것이 차선의 심리 발달로 이어진다. 신경 과학자들은 빈곤이 뇌 구조와 기능에 미치는 영향을 수명 전반에 걸쳐 기록해왔다.
전염병은 전 세계의 가난한 사람들의 삶을 계속해서 병들게 한다. 3680만 명이 후천면역결핍증후군(HIV/AIDS)에 걸렸으며, 2017년에는 954,492명이 사망했다. 매년 3억 5천만 명의 말라리아 환자가 발생하고 있으며, 사망자 수는 1백만 명에 달한다. 아프리카는 말라리아 사망의 90퍼센트를 차지하고 아프리카 아이들은 전 세계 말라리아 피해자들의 80퍼센트 이상을 차지하고 있다.
가난한 사람들은 종종 건강관리가 부족하고 최적의 상태가 아닌 환경에서 살기 때문에 심각한 질병에 걸리기 쉽다. 가난한 사람들 중에서, 소녀들은 성차별 때문에 훨씬 더 고통 받는 경향이 있다. 경제적 안정은 가난한 가정에서 가장 중요하다. 그렇지 않으면 그들은 질병을 치료하기 위해 끊임없이 부정적인 수입의 고리를 돈다. 종종 가난한 집에 있는 사람이 아플 때 건강 관리에 대한 접근이 제한되고 건강보험이 없기 때문에 가족을 돌보는 것은 가족 구성원들에게 달려있다. 가구원은 종종 소득을 포기하거나 아픈 사람을 돌보기 위해 더 이상의 교육을 받는 것을 중단해야 한다. 경제적으로 더 나은 사람에 비해 가난한 사람들에게 보살핌을 받는 기회비용이 더 크다.

### 배고픔
생활비의 상승은 가난한 사람들로 하여금 물건을 살 여유가 없게 만든다. 가난한 사람들은 부유한 사람들보다 예산의 많은 부분을 음식에 쓴다. 따라서 빈곤 가구와 빈곤 문턱에 가까운 가구는 식품 가격 상승에 특히 취약할 수 있다. 예를 들어, 2007년 말에 곡물 가격의 상승은 일부 국가에서 식량 폭동으로 이어졌다. 세계은행은 1억명의 사람들이 더 깊은 빈곤에 빠질 위험에 처해 있다고 경고했다. 식량 공급에 대한 위협은 가뭄과 물 위기에 의해서도 야기될 수 있다. 집중적인 농업은 종종 토양의 비옥함과 농업 수확량의 감소의 악순환을 초래한다. 세계 농경지의 약 40%가 심각하게 훼손되었다. 유엔대학교의 아프리카 천연자원연구소에 따르면, 현재의 토양 악화 추세가 지속된다면, 아프리카 대륙은 2025년까지 인구의 25%만을 먹일 수 있을 것이라고 한다. 매년 가난하게 살고 있는 거의 1천 1백만 명의 어린이들이 5살이 되기 전에 사망한다. 또한 10억 2천만 명의 사람들이 매일 밤 굶주린 채 잠자리에 든다.
세계 기아 지수에 따르면, 2001-2006년 동안 사하라 이남 아프리카는 세계 지역 중에서 가장 높은 아동 영양실조율을 보였다.
지속 가능한 개발 목표의 일환으로, 지구촌은 기아와 영양실조를 제거하는 것을 향후 몇 년 동안 최우선 과제로 삼고 있다. SDG의 목표 2는 2030년까지 이 목표에 도달하는 것을 목표로 하고 있지만, 많은 이니셔티브는 5년 앞당겨 2025년까지 이 목표를 달성하는 것을 목표로 한다:
- 국제식량정책연구소가 주도하는 UN 조직, NGO 및 민간 재단의 파트너십인 Compact2025는 2025년까지 향후 10년간 기아와 영양실조를 종식시키는 것을 목표로 정치인과 기타 의사결정자들에게 증거 기반 조언을 개발하고 배포한다. 이는 중국, 베트남, 브라질, 태국에서의 경험을 분석한 셍겐 판과 폴 폴먼의 보고서에 따르면 배고픔이 2025년까지 끝날 수 있다고 한다.[75]
- 유럽연합(EU)과 빌&멜린다 게이츠 재단은 2015년 6월 영양실조 퇴치를 위한 파트너십을 시작했다. 이 프로그램은 방글라데시, 부룬디, 에티오피아, 케냐, 라오스, 니제르에서 처음 시행될 것이며, 이 국가들이 효과적인 국가 영양 정책을 개발할 수 있도록 영양에 대한 정보와 분석을 개선하는 데 도움이 될 것이다.[76]
- 유엔식량농업기구는 아프리카 연합의 CAADP 체제를 통해 2025년까지 아프리카에서의 기아 종식을 목표로 협력 관계를 구축하기로 했다. 여기에는 식품 생산 개선 지원, 사회적 보호 강화, 식품 권리의 국가 입법 통합을 포함한 다양한 개입이 포함된다.[77]

### 교육
많은 나라에서 안 좋은 태생으로 태어난 아이들은 좋지 않은 교육을 받으며 낮은 학벌을 갖게 되기 쉽다. 심지어 열악한 집안에서 태어난 빈곤층은 그들 집단이나 환경에 의해 사이비 교육자들의 희생양이 되기도 쉬웠다. 그러나 역사적으로 좋은 태생으로 태어난 사람들은 공교육에서 실패하더라도 주변 사람들에 의해 우수한 교육이나 자수성가가 가능한 많은 기회를 얻을 수 있었다. 그래서 특수한 경우를 제외하면 하류층의 아이들이 당연한 것처럼 더 큰 위험에 처하게 되었다. 장점은 장점을 낳는다.
가난한 학생들이 왜 학교를 중퇴하는지에 대한 많은 설명들이 있다. 하나는 그들이 학교에 다니는 조건이다. 빈곤 지역에 있는 학교들은 아이들이 안전한 환경에서 배우는 것을 방해하는 조건을 가지고 있다. 연구자들은 이와 같은 지역에 대한 이름을 붙였다. 도시 전쟁 지역은 가난하고 범죄가 많은 지역으로서, 악화되고 폭력적이며 심지어 전쟁과 같은 환경이고, 대부분 비효율적이고, 학교들이 불규칙한 출석과 교실의 붕괴 또는 불복종 등 열등한 학업 성과를 촉진한다. 빈곤 때문에 저소득층 학생은 중산층보다 2.4배, 고소득층 학생은 10배 이상 중퇴할 가능성이 높다.
낮은 자원을 가진 아이들의 경우, 위험 요소는 청소년 범죄율, 십대 임신의 높은 수준, 저소득층 부모나 부모에 대한 경제적 의존도와 같은 다른 요인들과 유사하다. 가난한 아이들의 교육과 발달에 낮은 수준의 투자를 하는 가정과 사회는 부모의 고용 감소와 낮은 임금의 삶을 보는 아이들에게 덜 유리한 결과를 낳게 된다. 조기 출산에 가족, 건강 및 웰빙과 관련된 모든 위험과 함께 높은 비율을 갖는 것은 유치원부터 고등학교까지의 교육이 삶에서 분명히 의미 있기 때문에 해결해야 할 중요한 문제이다.
가난은 종종 아이들의 학교에서의 성공에 큰 영향을 미친다. 아이들의 "가정 활동, 선호, 매너리즘"은 세상과 일치해야 하며, 그들이 이러한 행동을 하지 않을 경우, 학생들은 학교 그리고 가장 중요한 교실에서 불리하다. 그러므로, 빈곤 수준 이하에 사는 아이들은 빈곤선 이상에 사는 아이들보다 교육적으로 훨씬 덜 성공할 것이라고 말해도 무방하다. 가난한 아이들은 훨씬 적은 건강관리를 가지고 있고 이것은 궁극적으로 학년으로부터 많은 결석을 초래한다. 게다가 가난한 어린이들은 배고픔, 피로, 짜증, 두통, 귀 감염, 독감, 감기로 고통 받을 가능성이 훨씬 더 높다. 이러한 질병들은 잠재적으로 어린이나 학생의 집중력과 집중력을 제한할 수 있다.
해로운 소비 습관은 가난한 사람들이 보통 수입의 약 2 퍼센트를 자녀 교육을 위해 쓰지만 술과 담배는 더 많은 퍼센트를 쓴다는 것을 의미한다.

### 성별
일반적으로, 빈곤이나 위치와 성별의 상호작용은 낮은 완성률을 가진 가난한 나라의 여자아이들과 그들이 일찍 결혼하기를 바라는 사회적 기대를 가진 남자아이들에게 불리하게 작용하는 경향이 있고, 그들이 일찍 노동 인구에 진입할 것이라는 사회적 기대를 가진 부유한 나라의 남자아이들에게 불리하게 작용한다. 초등교육 수준에서, 이수율이 60% 미만인 대부분의 국가들은 여학생들, 특히 가난한 시골 여학생들의 지출에서 성차별을 보인다. 모리타니아에서 조정된 성 평등 지수는 평균 0.86이지만, 빈곤층의 경우 0.63에 불과하고, 최고 부자 20%의 평등도는 존재한다. 완료율이 60%에서 80% 사이인 국가에서는 성 격차가 일반적으로 더 적지만 가난한 소녀들의 희생으로 인한 격차는 카메룬, 나이지리아, 예멘에서 특히 두드러진다. 반대 방향의 예외는 에스와티니 왕국, 레소토, 나미비아와 같이 소년 노동에 의존하는 목회자 경제를 가진 국가들에서 관찰된다.

### 수용 시설
빈곤의 지리적 집중은 빈곤을 고착시키는 요인이라고 주장되고 있다. 윌리엄 J. 윌슨의 "집중과 고립" 가설은 극빈층 흑인들의 경제적 어려움은 부유한 흑인들이 이주할수록 가난한 사람들만 이웃으로 둔다는 사실에 의해 더욱 악화되고 있다고 말한다. 이러한 집중은 사회적 고립을 야기한다고 윌슨은 제안한다. 왜냐하면 매우 가난한 사람들은 현재 직업 네트워크, 역할 모델, 기관, 그리고 가난에서 벗어나는데 도움이 될 수 있는 다른 연줄들에 대한 접근으로부터 격리되어 있기 때문이다. '젠트리피케이션'은 노후된 이웃을 집을 개조하는 것과 같이 보다 부유한 동네로 바꾸는 것을 의미한다. 하지만 집주인들은 새로 단장한 부동산에 대한 임대료를 올린다; 가난한 사람들은 높은 임대료를 낼 여유가 없기 때문에 저렴한 집을 찾기 위해 그들의 이웃을 떠나야 할 수도 있다. 그러나 빈곤층은 소득과 서비스에 더 많이 접근할 수 있는 반면, 연구 결과에 따르면, 양조 지역에 사는 가난한 주민들은 양조장이 아닌 지역의 가난한 주민들보다 실제로 이주할 가능성이 더 낮다.
가난은 노숙의 위험을 증가시킨다. 유엔의 보고서에 따르면, 세계 도시 인구의 3분의 1을 차지하는 빈민가 거주자들은 개발도상국 빈곤의 전통적인 초점인 시골 사람들보다 더 나쁘지는 않을지 몰라도 가난하게 살고 있다고 한다.
전 세계적으로 1억 명 이상의 길거리 아동들이 있다. 전 세계 기관에 살고 있는 대부분의 아이들은 살아남은 부모나 가까운 친척을 두고 있으며, 그들은 대부분 가난 때문에 고아원에 들어갔다. 인구통계학적 자료에 따르면 가장 빈곤한 대가족도 대개 부모가 죽은 아이들을 데리고 있음에도 불구하고, 돈이 넘쳐나면서 고아원의 가입이 늘어나고 있다고 한다. 전문가들과 어린이 보호론자들은 고아원이 비싸고 종종 고아들을 그들의 가족과 분리시킴으로써 아이들의 발달을 해치고 있으며 고아들을 받아들이기를 원하는 가까운 친척들을 돕는 것이 더 효과적이고 저렴할 것이라고 주장한다.

### 폭력
전문가들에 따르면, 많은 여성들이 인신 매매의 희생자가 되는데, 가장 흔한 형태는 생존과 경제적 절망의 수단으로 매춘이다. 생활환경의 악화는 종종 아이들이 가정 소득에 기여하기 위해 학교를 포기하도록 강요하고, 그들을 착취당할 위험에 처하게 할 수 있다. 예를 들어, 짐바브웨에서, 많은 소녀들이 증가하는 가난 때문에 음식이 살아남는 대가로 섹스로 눈을 돌리고 있다. 연구에 따르면, 빈곤이 감소함에 따라 폭력이 발생하는 사례가 점점 줄어들 것이라고 한다.
한 조사에 따르면, 불리한 도심 지역 아이들의 67%가 심각한 폭행을 목격했다고 답했고, 33%가 살인을 목격했다고 한다. 워싱턴 DC의 32%(가구의 평균소득: 40,127달러)에 비해 뉴올리언스 출신 5학년 학생들의 51%가 폭력의 피해자인 것으로 밝혀졌다.

### 성격
막스 베버와 현대화 이론의 일부 학파들은 문화적 가치가 경제적 성공에 영향을 미칠 수 있다고 제안한다. 하지만, 연구원들은 가치관이 그렇게 깊이 뿌리박혀 있지 않고 경제적 기회의 변화가 가치관의 변화와는 대조적으로 빈곤으로의 이동의 대부분을 설명해 준다는 증거를 수집했다. 연구는 가난이 가난 속에 사는 아이들의 성격을 변화시킨다는 것을 보여주었다. Great Smoky Mountains 연구는 이것을 증명할 수 있는 10년간의 연구였다. 조사 기간 동안, 약 4분의 1의 가구들은 급격하게 그리고 예상치 못한 소득 증가를 보았다. 이 연구는 이 아이들 사이에서 행동 장애와 정서 장애의 사례가 감소했고 양심성과 상냥함이 증가했다는 것을 보여주었다.
미국의 성인 9,646명을 표본 추출한 2012년 논문은 가난이 게으름과 다른 특징들과 관련이 있는 경향이 있다고 주장했다. 2018년 유엔 특별보고관 필립 올스턴의 미국의 빈곤 관련 보고서는 빈부(that部, "부자는 근면하고, 기업가적이며, 애국적이며, 경제적 성공의 원동력")를 희화화한 서술은 대체로 부정확하다고 주장한다. "빈자는 낭비, 패배자, 사기꾼"은 "빈곤층은 압도적"이기 때문이다.빈곤 속에서 태어난 사람들 또는 신체적 또는 정신적 장애, 이혼, 가정 파탄, 질병, 노년, 살 수 없는 임금 또는 고용 시장의 차별과 같이 그들이 통제할 수 없는 상황에 의해 대부분 강요되는 사람들이다." 경제적 어려움을 겪고 있는 사람들에 대한 사회적 인식은 역사적으로 '착한' 빈곤층(신체 장애자, 장애인, '병든 불치병자', 노인, 임산부, 어린이)과 '나쁜' 빈곤층(신체장애자, '유효한' 성인, 대부분 남성)의 개념적 이분법으로 나타났다.
한 심리학 연구가 네 명의 과학자들에 의해 첫 번째 심리학 협약 기간 동안 수행되었다. 그 결과는 경제적 안정을 가지고 잘 살거나 낮은 사회경제적 지위에 있는 사람들은 그들에게 가해지는 외부 압력 때문에 인지적으로 더 나쁜 성과를 내는 경향이 있다는 것을 발견한다. 이 연구는 저소득, 부적절한 건강 관리, 차별, 범죄 활동에 대한 노출과 같은 스트레스 요인이 모두 정신 질환의 원인이 된다는 것을 발견했다. 이 연구는 또한 아이들이 가난에 노출되었을 때 인지적 사고가 느려진다는 것을 발견했다. 아이들은 부모의 보살핌과 자양분 하에서 더 나은 성과를 보이는 것으로 나타났고 아이들은 더 어린 나이에 말하는 언어를 채택하는 경향이 있다는 것을 발견했다. 어릴 때부터 가난했던 것이 어른들보다 더 해롭기 때문에, 가난한 가정의 아이들은 다른 평균적인 가족에 비해 특정한 인지 능력에서 뒤처지는 경향이 있다.
아이가 정서적으로 건강하게 자라기 위해서는 다음과 같은 것이 필요하다. "일관적이고 무조건적인 사랑, 지도, 지원을 제공하는 강하고 신뢰할 수 있는 보호자와 안전하고 예측 가능하고 안정적인 환경, 조화로운 상호 작용으로 매주 10~20시간씩 함께 해야한다. 적응이라고 알려진 이 과정은 유아들의 첫 6-24개월 동안 가장 중요하며 감사, 용서, 공감을 포함한 광범위한 건강한 감정을 발달시키는데 도움을 주며 개인화되고 점점 더 복잡해지는 활동을 통해 풍요로워진다."

## 빈곤 감소
다양한 빈곤 감소 전략은 기본적인 인간의 요구를 더 많이 이용할 수 있는지 또는 그러한 요구를 구매하는데 필요한 가처분소득을 증가시키는지에 따라 광범위하게 분류된다. 도로를 건설하는 것과 같은 일부 전략들은 도시 시장에 더 나은 접근을 함으로써 수입을 늘릴 뿐만 아니라 비료나 도시 지역의 의료와 같은 다양한 기본적인 요구에 접근할 수 있게 할 수 있다.

### 기본 욕구의 공급 증가

#### 식품 및 기타 상품
질소 비료, 살충제, 새로운 종자 품종, 그리고 새로운 관개 방법과 같은 농업 기술은 과거의 제약 조건들을 충족시킴으로써 현대에 식량 부족을 극적으로 감소시켰다.
산업 혁명 이전에는 빈곤은 경제가 거의 생산하지 못하면서 불가피하게 받아들여져 부를 부족하게 만들었다. 제프리 파커는 "안트베르펜와 리옹 중 1600년까지 서유럽에서 가장 큰 두 도시 중 두 곳인 리옹에서, 총 인구의 3/4이 세금을 낼 수 없을 정도로 가난했고, 따라서 위기가 닥쳤을 때 구제가 필요할 것 같다."라고 썼다. 초기 산업 혁명은 높은 경제 성장을 이끌었고 현재 선진국이라고 여겨지는 곳에서 대규모 절대 빈곤을 제거했다. 급속한 중국 산업화와 같은 곳에서 대량 생산이 이루어지면서 한때 자동차나 컴퓨터와 같이 사치품으로 여겨졌던 상품들이 비싸지 않게 되었고, 따라서 그 외에는 너무 가난해서 감당할 수 없었던 많은 사람들이 접근할 수 있게 되었다.
더 나은 종자와 같은 새로운 제품이나 산업 생산과 같은 더 많은 양의 제품을 사용하더라도 가난한 사람들은 여전히 이러한 제품에 대한 접근을 필요로 한다. 도로 및 교통 인프라를 개선하면 이러한 주요 병목 현상을 해결할 수 있다. 아프리카에서는, 비료를 미국에서 아프리카로 운송하는 것보다 100킬로미터 내륙으로 옮기는 것이 비용이 더 많이 든다. 왜냐하면, 비료는 세계 평균의 2배에서 6배까지 이르게 하기 때문이다. 수수료 기반 수입을 버는 집집마다 찾아다니는 배급 업자나 코카콜라의 성공적인 유통 시스템과 같은 마이크로 프랜차이즈 모델은 시장 가격보다 낮은 가격에 원격 지역에 기본적인 요구를 전파하는 데 사용된다.

#### 의료 및 교육
국가가 건강을 얻기 위해 반드시 부를 필요로 하는 것은 아니다. 예를 들어, 스리랑카는 1930년대에 산모 사망률이 2%로 오늘날의 어느 국가보다 높았다. 1950년대에는 0.5–0.6%로 감소했고, 현재는 0.6%로 감소했지만, 효과가 있고 그렇지 않은 것을 배웠기 때문에 산모 건강에 매년 지출하는 지출은 줄었다. 의료 개입의 비용 효율성에 대한 지식은 이해하기 어려울 수 있으며, 코펜하겐 컨센서스와 같은 효과적인 내용을 전파하기 위한 교육적 조치가 이루어졌다. 저렴한 물 필터와 손 씻기를 촉진하는 것은 가장 비용 효과적인 건강 관리 중 일부이며 설사와 폐렴으로 인한 사망을 줄일 수 있다.
비용 효율적으로 교육을 제공하기 위한 전략은 아이 한 명당 연간 약 50센트의 비용이 들고 빈혈, 질병, 영양실조로 인한 불참을 줄이는 한편 학교를 설립하여 학교 출석률을 높이는 것보다 25배 정도 밖에 비싸지 않다. 여학생 결석자 수는 단순히 무료 위생 타월을 제공하는 것만으로 반으로 줄일 수 있다. 코펜하겐 컨센서스(Copenhagen Consensus)는 미량 영양소 강화가 가장 비용 효과적인 원조 전략으로 꼽혔다. 예를 들어 요오드화 소금은 1인당 연간 2~3센트의 비용이 들지만 임신 중 보통 수준의 요오드 결핍도 IQ를 10~15포인트 낮춘다. 급식비는 학교 등록금을 늘리고 결석을 줄이며 학생들의 관심을 높이는 효과적인 전략이라고 주장되고 있다.
아이들을 학교에 등록시키거나 예방접종을 받는 것과 같은 바람직한 조치는 조건부 현금 이체라고 알려진 형태의 원조를 통해 장려될 수 있다. 예를 들어, 멕시코에서는 시골 지역의 16세에서 19세 사이의 중퇴율이 20% 감소했고 아이들의 키는 0.5인치 증가했다. 이 프로그램이 가족들로 하여금 일보다는 집에 머물게 해서 혜택을 받도록 부추길 것이라는 처음에의 우려는 근거가 없는 것으로 밝혀졌다. 대신, 부주의한 행동에 대한 변명의 여지가 적다. 예를 들어, 아이들이 학교에 가는 대신 거리에서 구걸하는 것을 그만두는 것은 이 프로그램이 중단될 수 있기 때문이다.

#### 주택
합리적인 가격의 주택은 모든 시민들의 권리로 보장되어야 한다는 주장이 있다. Housing First와 같은 정책들은 주택이 처음 보장되었을 때 다른 기본적인 요구를 충족시키기가 더 쉽다는 것을 강조한다.

#### 정부 서비스의 제약 해소
정부 수입은 부패로 인해 기본 서비스에서 빠져나갈 수 있다. 원조와 천연자원의 자금은 가난한 사람들에게 쓰는 것이 아니라 은행 기밀을 고집하는 해외 은행에 돈세탁을 위해 정부 개인들에 의해 보내지는 경우가 많다. 한 글로벌 위트니스의 보고서는 서방 은행들이 테러와 연계된 자금의 흐름을 저지할 수 있다는 것이 입증되었기 때문에 그들에게 더 많은 조치를 취할 것을 요청했다.
개발도상국으로부터의 법인세 회피와 같은 불법적인 자본 도피 행위는 지원받는 원조의 10배와 지불한 부채 서비스의 2배로 추산되며, 어떤 이들은 채무된 세금이 지불된다면 아프리카의 대부분이 개발될 것이라고 추정한다. 아프리카로부터의 불법 자본 이탈의 약 60퍼센트는 개발도상국의 자회사가 세금을 덜 내기 위해 조세 피난처에 있는 다른 자회사나 조개껍데기 회사에 인위적으로 낮은 가격으로 판매하는 이전 가격 오지에서 비롯된다. 아프리카 연합의 보고서는 사하라 이남 아프리카 GDP의 약 30%가 조세피난처로 옮겨졌다고 추정한다. 각 국가에서의 활동을 공개하여 효과적인 경제 활동이 없는 경우 조세피난처 사용을 금지하는 기업 "국가별 보고"가 해결책이다.
개발도상국들이 은행과 부유한 나라 정부들에게 빚을 갚는 것은 가난한 사람들에 대한 정부의 지출을 제약할 수 있다. 예를 들어, 잠비아는 총 예산의 40%를 외채 상환에 사용했지만 1997년에는 7%만 기본 국가 서비스에 사용했다. 가난한 나라들을 돕기 위한 제안된 방법 중 하나는 부채 경감이었다. 잠비아는 2005년에 빚 완화를 통해 얻은 저축 때문에 의료 인프라를 압도하면서도 무료 의료와 같은 서비스를 제공하기 시작했다. 그러한 부채 경감 이후, 민간 채권자들은 가난한 국가들의 부채 상환 의무에서 점점 더 많은 부분을 차지했다. 이 복잡한 재협상 노력은 다수의 민간 채권자들이 연금과 같은 고객들에게 신탁의무를 지고 있다고 말했기 때문에 코로나19와 같은 위기 동안 차주들에게 더 쉬운 조건을 재협상하기 위한 것이다.
세계은행과 국제통화기금(IMF)은 개발도상국 부채의 1차 보유국으로서 국가보조금 철폐, 국가서비스 민영화 등 긴축 정책으로 대출 상환에 맞춰져 있는 대출의 대가로 구조 조정조건을 달았다. 예를 들어, 세계은행은 많은 농부들이 시장가격으로 비료를 살 여유가 없는데도 불구하고 가난한 나라들에게 비료 보조금을 없애라고 압박하고 있다. 말라위에서는 1,300만 인구 중 거의 500만 명이 긴급 식량 지원을 필요로 했지만, 정부가 정책을 바꾸고 비료와 종자에 대한 보조금을 도입한 후, 말라위가 주요 식량 수출국이 되면서 농부들은 2006년과 2007년에 기록적인 옥수수 수확을 거두었다. 공여국 원조의 상당 부분은 공여국가의 제품 및 전문지식에만 지출하도록 의무화하고 있다. 미국 법은 식량 원조가 굶주린 사람들이 사는 곳 대신 집에서 음식을 사는 데 쓰도록 규정하고 있으며, 그 결과 소비되는 돈의 절반은 교통비로 사용된다.
독수리 자금으로도 알려진 곤경에 처한 증권 펀드는 가난한 나라들의 부채를 싸게 사들인 다음, 나라들에게 그들이 지불한 빚의 10배에서 100배의 이자를 더해서 갚을 수 있는 부채의 전액을 청구한다. 그들은 그들의 목표 국가와 거래를 하는 어떤 회사든 쫓아서 대신 펀드에 지불하도록 강요할 수 있다. 상당한 자원이 비용이 많이 드는 법정 소송에 전용된다. 예를 들어, 저지 주의 법원은 2010년에 콩고 민주 공화국에게 미국의 투기꾼에게 1억 달러를 지불하라고 명령했다. 이제 영국, 아일오브맨, 저지는 이러한 지불을 금지했다.

#### 인구과잉 통제
일부 사람들은 인구 과잉과 산아제한 접근의 부족이 인구 증가로 이어져 식량 생산과 다른 자원을 초과할 수 있다고 주장한다. 남성과 여성 모두에게 더 나은 교육을 제공하고 그들의 삶을 더 잘 통제하면 가족 계획으로 인해 인구 증가가 줄어든다. 유엔인구기금에 따르면, 남성과 여성에게 더 나은 교육을 줌으로써, 그들은 그들의 삶을 위해 돈을 벌 수 있고 경제적 안보를 강화하는데 도움을 줄 수 있다고 한다.

### 개인소득증가
다음은 빈곤층의 개인소득 증대를 위해 사용되거나 제안된 전략이다. 오늘날 빈곤층의 4분의 3이 농부이기 때문에 농가 소득 증대는 빈곤 퇴치 노력의 핵심으로 설명된다. 추산에 따르면 소규모 농부의 농업 생산성의 성장은 한 나라 인구의 최빈곤층 절반에게 이익이 되는 데 비농업 부문의 성장보다 평균 두 배 이상 효과적이다.

#### 소득보조금
보장된 최소 수입은 모든 시민들이 원하는 수준의 기본 욕구를 구입할 수 있도록 보장한다. 기본소득(또는 마이너스 소득세)은 부유하거나 가난한 모든 시민에게 생활하기에 충분한 금액을 주기적으로 제공하는 사회 보장 제도이다. 에티오피아, 케냐, 말라위의 대규모 현금 이체 프로그램에 대한 연구는 이 프로그램들이 그러한 조건과 관련이 있든 없든 소비, 학교 교육, 영양을 증가시키는데 효과적일 수 있다는 것을 보여준다. 찬성론자들은 최저임금이 고용주에게 높은 한계세를 부과하고 효율 손실을 초래하기 때문에 기본소득이 최저임금과 실업급여보다 경제성이 높다고 주장한다. 1968년, 폴 사무엘슨, 존 케네스 갤브레이스와 다른 1,200명의 경제학자들은 미국 의회가 소득 보장 제도를 도입할 것을 요구하는 문서에 서명했다. 기본소득을 지지하는 다양한 정치적 소신을 가진 노벨 경제학상 수상자에는 허버트 A 사이먼을 비롯해, 프리드리히 하이에크, 로버트 솔로, 밀턴 프리드먼, 얀 틴버겐, 제임스 토빈, 제임스 미드가 포함된다.
소득보조금은 동일한 보조가격을 누리고 있는 비빈곤층에 의해 빈곤완화의 효과가 희석되는 공급품에 대한 보조금보다 빈곤층에 대한 기본적인 요구를 확장하는데 훨씬 더 효율적이라고 주장되고 있다. 이집트에서 가장 부유한 20%가 자동차와 다른 가전제품으로 약 93%의 연료를 사용하고 있다. 일부 국가에서는 연료 보조금이 보건 및 교육보다 예산에서 더 큰 부분을 차지한다. 2008년 연구는 1년 동안 인도에서 현물 이전을 위해 쓰인 돈이 직접 이전된다면 그 해 인도의 모든 빈곤층을 빈곤에서 구제할 수 있을 것이라고 결론지었다. 현금 직접 이체에 반대하는 주된 장애물은 그러한 대규모 직접 이체를 하는 가난한 국가들에게 비현실적으로 불리하다. 실제로, 복잡한 홍채 스캔으로 결정된 지불금은 전쟁으로 피폐해진 콩고 민주 공화국과 아프가니스탄에서 사용되고 있고, 인도는 연료 보조금을 직접 송금하기 위해 단계적으로 폐지하고 있다. 게다가 원조 모델에서 원조 단체들이 점점 더 많이 사용하는 기아 구호 모델은 공여국으로부터 음식을 사는 대신 지역 농민들에게 돈을 지불하기 위해 현금이나 현금 상품권을 줄 것을 요구하고 있다. 이유는 교통비로 돈을 낭비하기 때문이다.

#### 경제적 자유
부패는 종종 정부에 의해 충실한 지지자들에게 고용 기관으로 취급되는 것으로 이어지기 때문에 볼리비아에서 사업을 시작하는 데 20번의 절차를 거치고, 2,696달러의 수수료를 지불하고, 82 영업일을 기다리는 것을 의미할 수 있다. 반면에 캐나다에서는 2일, 2번의 등록 절차, 280달러의 비용이 든다. 이러한 비용이 많이 드는 장벽은 대부분의 일자리가 창출되는 소기업들을 희생시키면서 대기업들에게 유리하다. 종종 기업들은 일상적인 활동을 위해서도 공무원들에게 뇌물을 주어야 하는데 이는 사실상 기업에 부과되는 세금이다. 최근 수십 년간 중국과 인도에서는 주로 중국에서 집단 농사를 포기하고 인도의 라이선스 라지(License Raj)라고 알려진 중앙 계획 모델이 종료된 결과로 빈곤 감소가 나타났다.
세계은행은 가난한 사람들에게 그들이 살고 사용하는 땅에 대한 권리를 확대하는 정부와 봉건 엘리트들이 토지 권리가 가난한 사람들의 부를 크게 증가시키고, 어떤 경우에는 두 배로 증가시킨다는 점을 들어 빈곤을 줄이는 핵심이라고 결론짓는다. 접근 방식은 다양했지만, 세계은행은 주택점유권 보장과 토지 거래 비용 절감이 핵심 쟁점이라고 말했다.
시장에 대한 접근성이 높아지면 가난한 사람들에게 더 많은 소득을 가져다 준다. 도로 기반시설은 빈곤에 직접적인 영향을 미친다. 또한 2010년 빈곤국으로부터의 이주는 3,280억 달러를 더 부국에서 더 가난한 나라로 보냈는데, 이는 OECD 회원국으로부터의 공식 원조 흐름인 1,200억 달러의 두 배가 넘는 것이다. 2011년에 인도는 디아스포라로부터 520억 달러를 받았는데, 이는 외국인 직접 투자를 받은 것보다 더 많은 액수이다.

#### 금융 서비스
그라민 은행이 유명하게 만든 소액 대출은 적은 액수의 돈을 농부나 마을, 주로 여성들에게 빌려주는 곳인데, 이 마을들은 경제적 보상을 늘리기 위해 물리적 자본을 얻을 수 있다. 하지만 소액대출은 창업자인 무함마드 유누스로부터조차 가난한 사람들에게서 이익을 챙긴다는 비판을 받고 있고, 인도에서는 빚에 허덕이는 농민 25만여 명이 자살에 내몰렸다고 아룬다티 로이는 주장하고 있다.
가난한 사람들은 돈을 저축할 안전한 장소를 갖는 것이 대출을 받는 것보다 훨씬 더 중요하다. 또한 소액금융대출의 상당 부분은 투자가 아닌 당좌예금계좌나 저축계좌로 지급되는 상품에 지출된다. 소액저축은 소액예금을 하는 가난한 사람들이 저축상품을 이용할 수 있도록 하는 디자인이다. 모바일 뱅킹은 저축 계좌의 엄격한 규제와 비용이 많이 드는 유지 보수 문제를 해결하기 위해 휴대전화의 폭넓은 가용성을 활용한다. 여기에는 보통 은행 지점 대신 대부분 점주들의 대리점 네트워크가 포함되어 있으며, 예금을 현금으로 받아 고객의 전화기에 있는 가상 계좌로 변환한다. 현금 이체는 전화 간에 할 수 있고 적은 수수료로 현금으로 다시 발행할 수 있기 때문에 송금을 더 안전하게 할 수 있다.

## 발언
- 경제학자 아마르티야 센 : "빈곤은 단순히 저소득을 말하는 개념이 아니다. 기본적으로 여하한 가능성이 박탈된 상황을 말한다. 그것을 벗어난 것이 바로 자유다."[171]

## 빈곤층
영세민(零細民)은 수입이 적어 생계가 어려운 사람, 빈민(貧民)은 가난한 사람으로 그런 사람들이 모여 사는 마을은 영세민촌, 빈민촌, 주거환경이 나쁜 지역을 슬럼이라고 한다.
집 모양이 판잣집이 많아서 판자촌이라고 하고, 주로 고지대에 주로 모여 살고 있으므로 달동네라고도 부른다.

### 대한민국의 빈곤층의 인구
- 2005년 8월 11일 기준 716만명[172]
- 2013년 1월 7일 기준 800만명[173][174]

## 국민기초생활보장

### 대한민국
관련 출처
| 연도   | 수급자수 | 수급률 | 비고         |
| ------ | -------- | ------ | ------------ |
| 2003년 | 1,374    |        | 단위:천명, % |
| 2004년 | 1,424    | 3.0    | ·            |
| 2005년 | 1,513    | 3.1    | ·            |
| 2006년 | 1,535    | 3.2    | ·            |
| 2007년 | 1,550    | 3.2    | ·            |
| 2008년 | 1,530    | 3.2    | ·            |
| 2009년 | 1,569    | 3.2    | ·            |
| 2010년 | 1,550    | 3.1    | ·            |
| 2011년 | 1,469    | 2.9    | ·            |
| 2012년 | 1,394    | 2.7    | ·            |

## 같이 보기
- 부정부패
- 절대적 빈곤(absolute poverty, '극빈'(極貧)이라고도 함, en:Extreme poverty)
- 상대적 빈곤(relative poverty)
- 풍요속 빈곤(poverty in the midst of plenty)
- 사회보장
- 복지
- 비수급 빈곤층
- 노동 빈곤층(워킹푸어)
- 빈곤 포르노그래피(poverty pornography) - 비극과 빈곤을 사실 이상으로 과도하게 부각해 대중적·상업적 효과를 거두는 사진이나 영상물을 지칭
- 대한민국의 빈곤

## 참고 자료
- 이 문서에는 다음커뮤니케이션(현 카카오)에서 GFDL 또는 CC-SA 라이선스로 배포한 글로벌 세계대백과사전의 내용을 기초로 작성된 글이 포함되어 있습니다.
- 네이버 지식백과 (빈곤)